# Giovanni Boldini
Giovanni Boldini   (Ferrara, 31 de desembre de 1842 - París, 11 de gener de 1931) fou un pintor italià. Com John Singer Sargent, Giovanni Boldini va ser un retratista de reputació internacional, treballant principalment a París i a Londres. Al començament del Segle XX, era el retratista amb més projecció a París, amb una reputació tan bona com la de Sargent.

## Biografia
Giovanni Boldini el pare del qual era pintor i restaurador de quadres és el vuitè d'una família de tretze fills. Es va instal·lar a Florència entre 1862 i 1865 i va entrar en contacte amb el grup dels Macchiaioli, barreja de membres de l'Escola de Barbizon que rebutgen l'academicisme i preconitzen la immediatesa i la frescor. Es va lligar igualment amb el crític Diego Martelli, que va contribuir a popularitzar a Itàlia els principis de l'impressionisme francès.
Si Boldini produeix, al començament de la seva carrera, alguns paisatges i pinta, el 1870, una sèrie de frescos a la Vil·la La Falconiera, prop de Pistoia, és com a retratista que s'ha de fer conèixer. En un viatge a Londres el 1869, va rebre nombrosos encàrrecs i des de llavors fa nombroses estades en aquesta ciutat fins al 1874.
En 1872, es va instal·lar a París i va agafar un taller prop de la plaça Pigalle. Quan retorni de Londres, Sargent li cedirà el seu taller del passeig Berthier en el districte 17 el 1885.
El 1874, Boldini va exposar amb èxit al Saló de Mart. Era un habitual dels Salons i va guanyar ràpidament una gran reputació. El marxant Adolphe Goupil li va oferir un contracte en exclusiva i Boldini realitza per a ell petits quadres amb vestits del Segle XVIII, brillantment virolats, que tenen un gran èxit. Però tenien molt d'èxit sobretot els seus retrats de dones de l'alta societat, brillants i elegants, caracteritzats per una pinzellada intrèpida i fluida.
Va ser un amic proper d'Edgar Degas i, com ell, va utilitzar molt la tècnica del pastel, a partir dels anys 1880.
El 1886 va realitzar per primera vegada el retrat de Giuseppe Verdi sobre tela - li donarà set anys més tard a Milà - però, insatisfet del resultat, el va refer el 9 d'abril de 1886, utilitzant la tècnica del pastel, en només cinc hores. El pintor va conservar el retrat original per presentar-lo a l'Exposició universal de París, el 1889, de Brussel·les el 1897 i a la primera Biennal de Venècia, per donar-lo finalment a la Galeria d'Art Modern de Roma el 1918.

## Algunes obres
- El comte Robert de Montesquiou, 1897, Paris, Musée d'Orsay.
- Retrat de Giuseppe Verdi, 1886, Roma, Galeria d'Art Modern.
- El pintor Brown i la seva família, 1890, Lisboa, Fundació Gulbenkian.

## Galeria

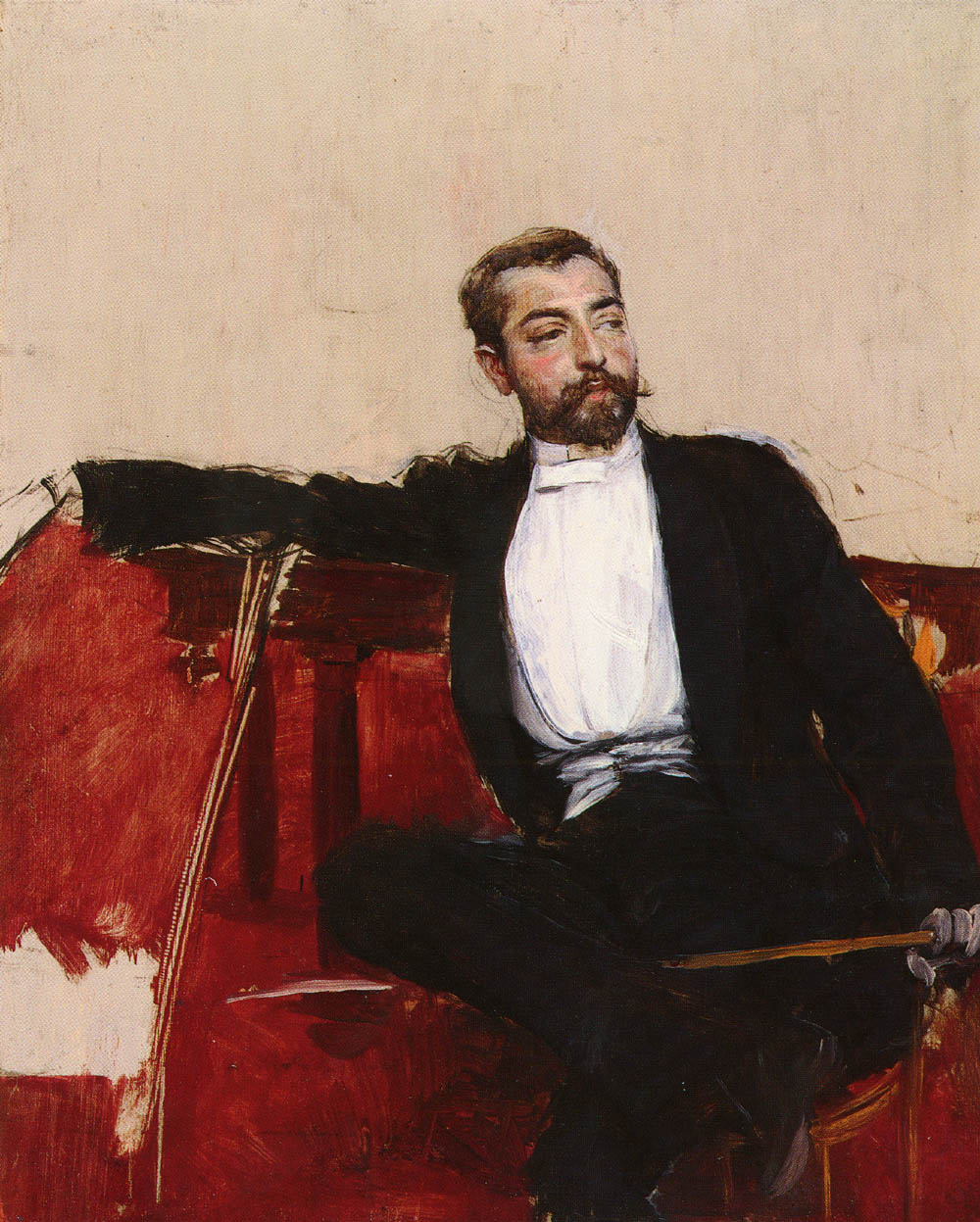
Retrat de John Singer Sargent (c. 1890)
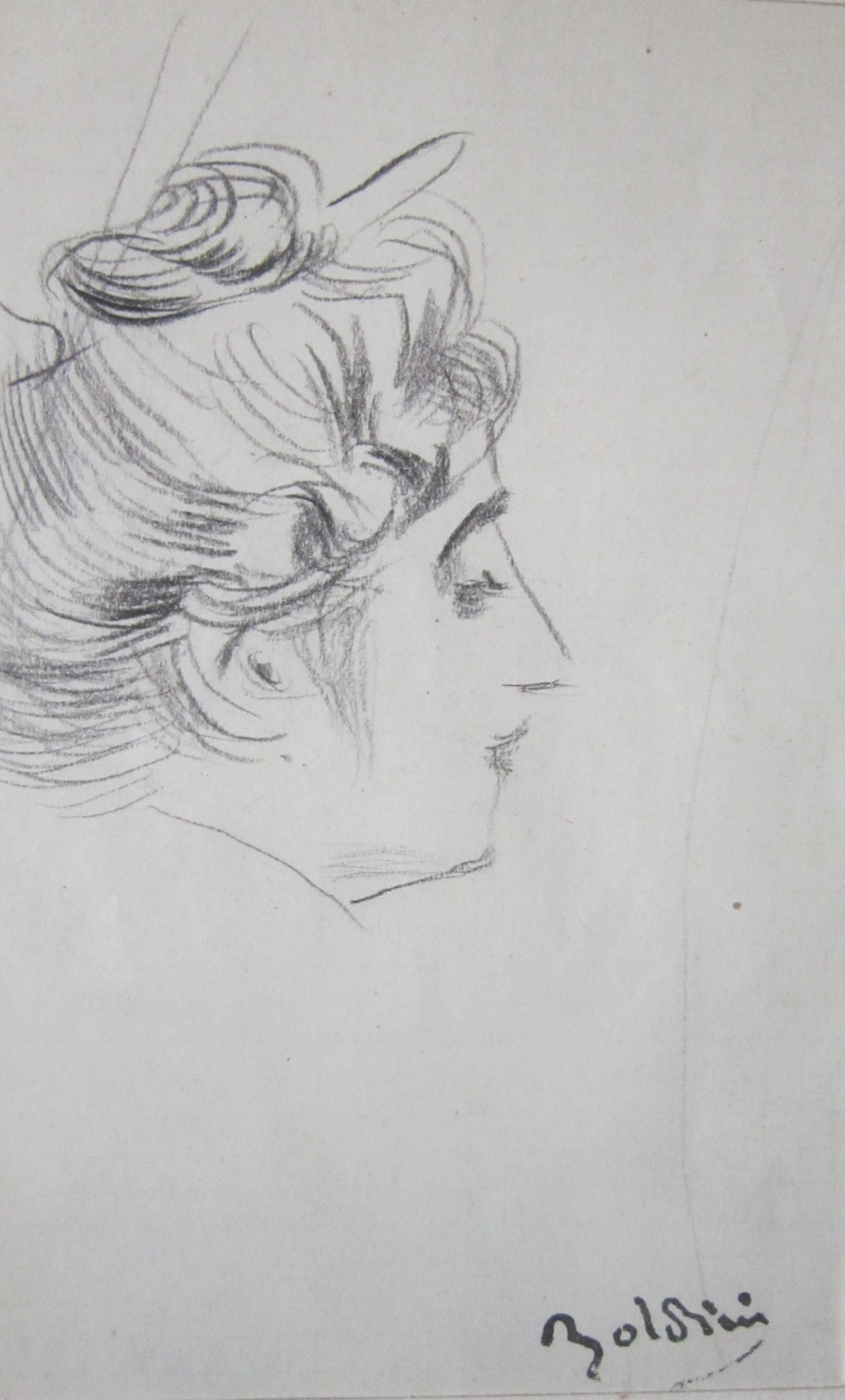
Giovanni Boldini, Cara de dona, dibuix a llapis sobre cartró, col·lecció privada.
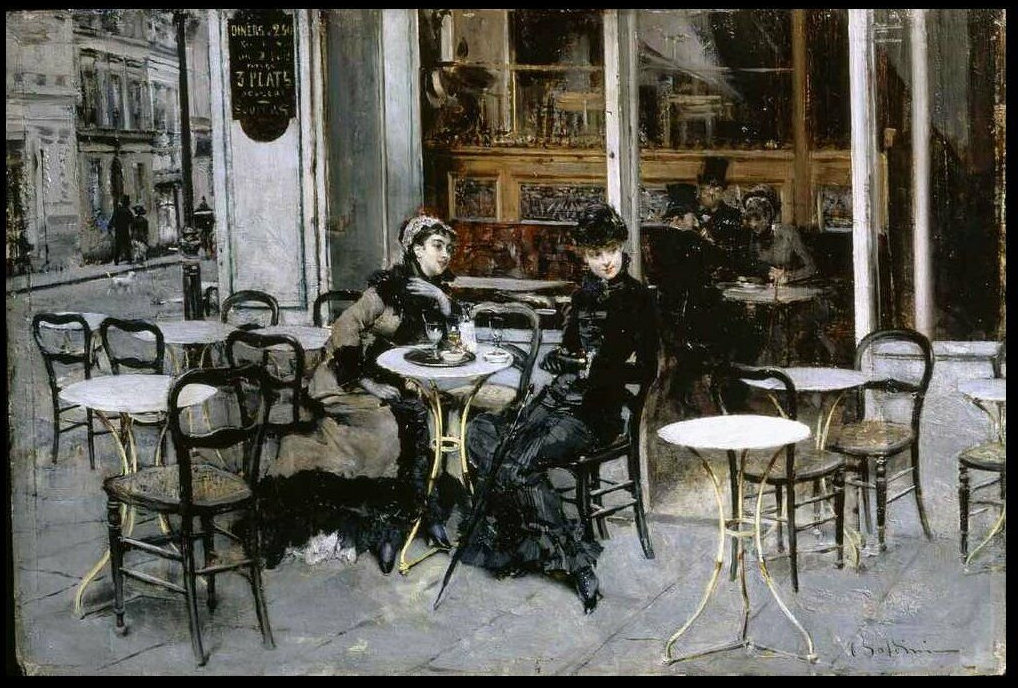
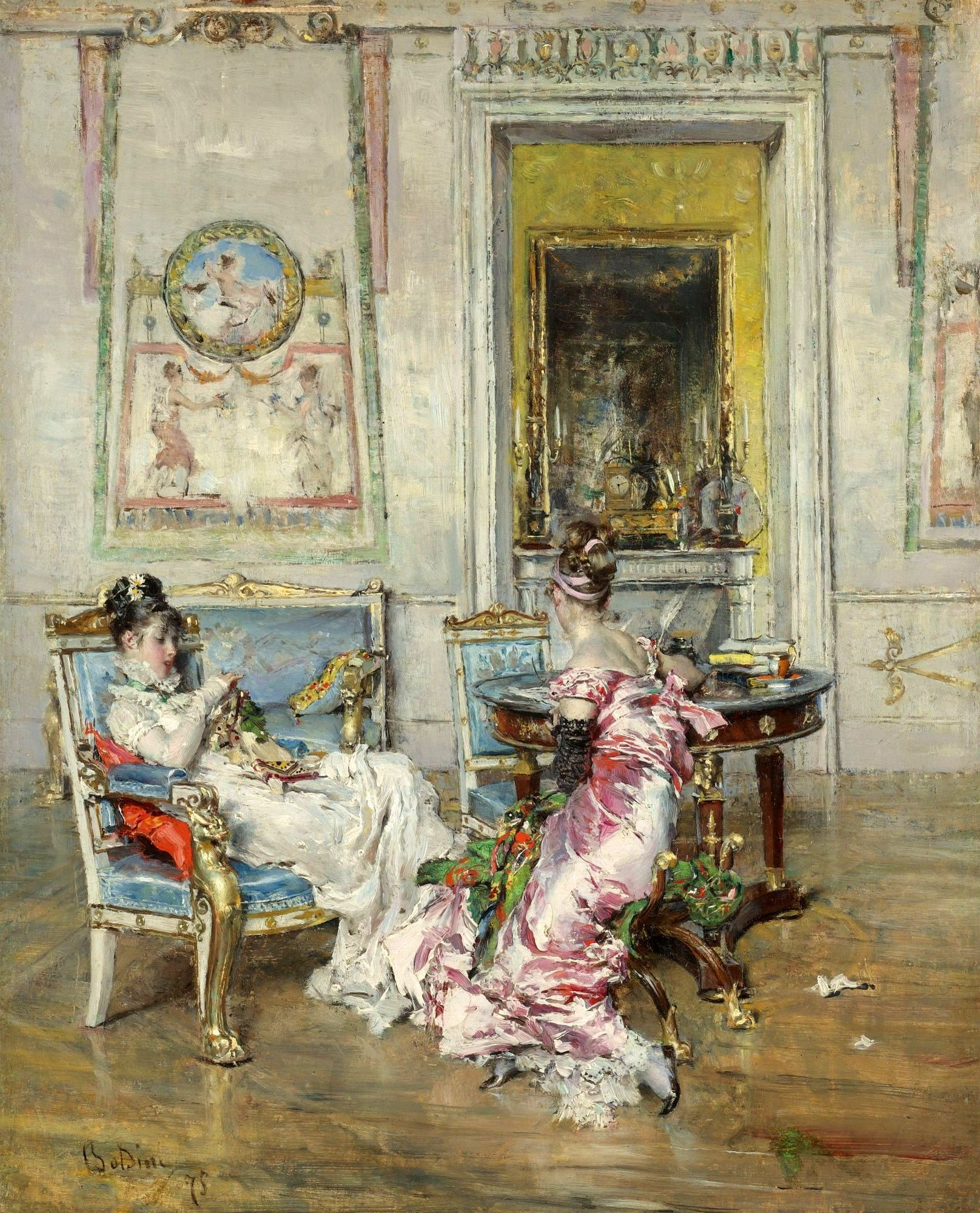
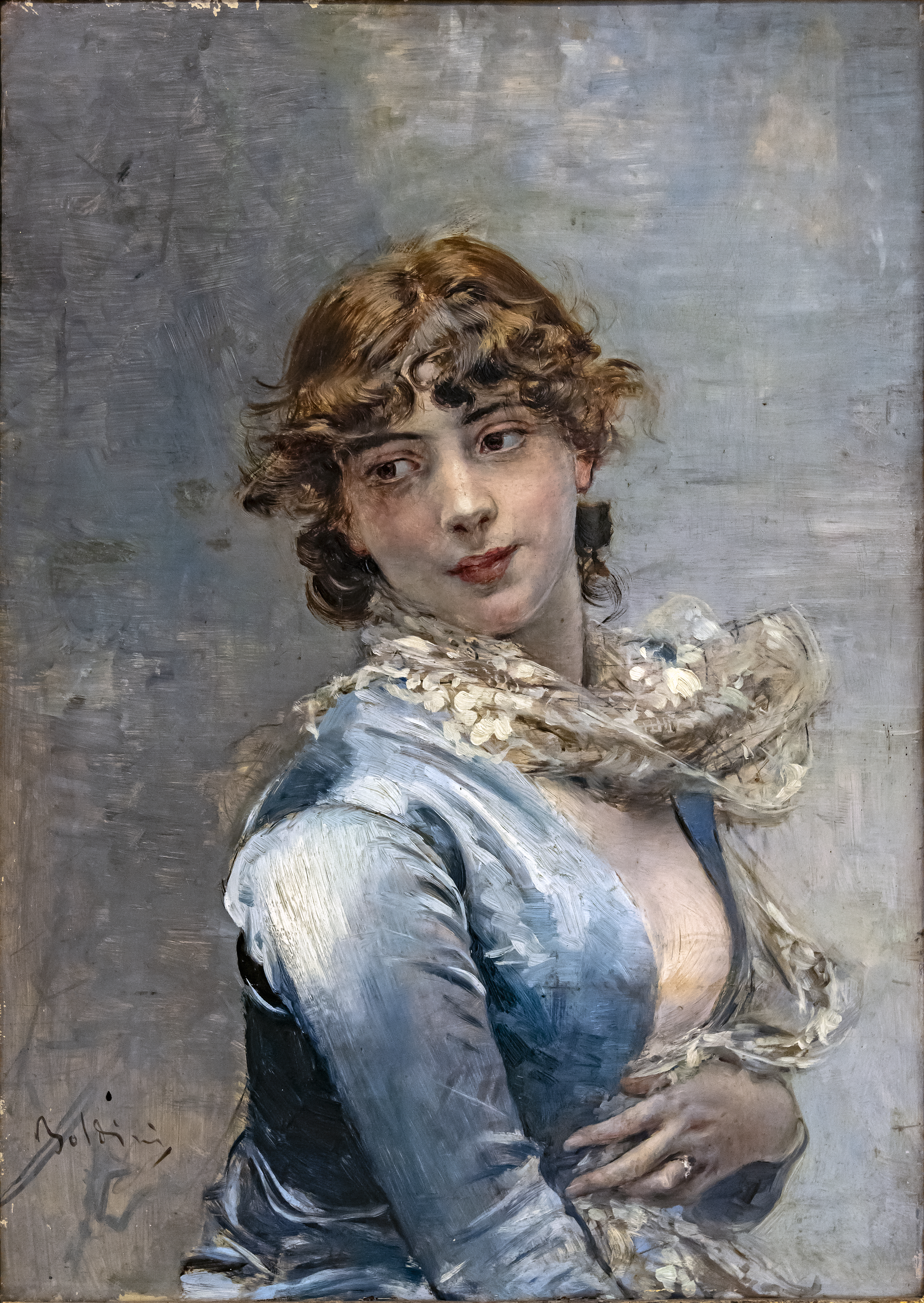
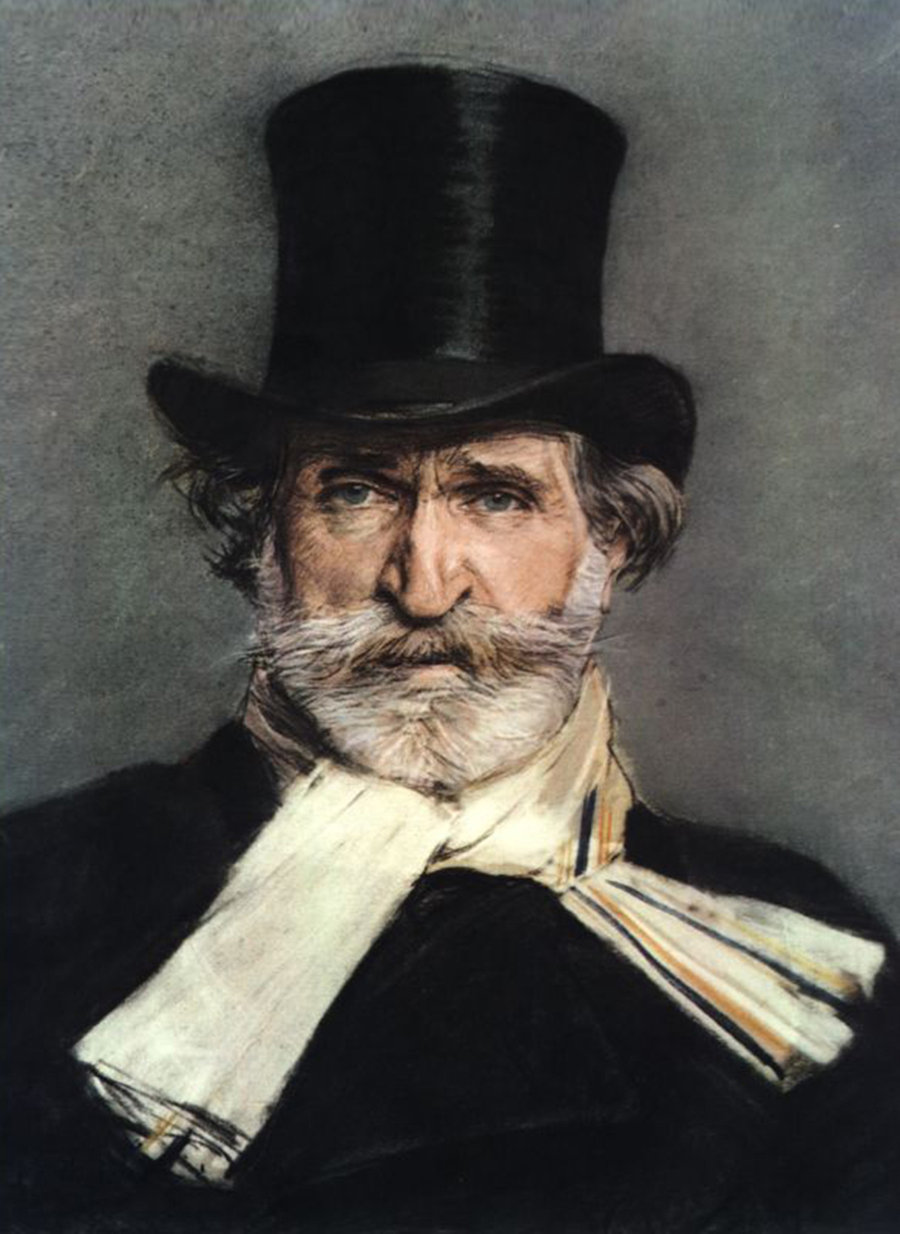
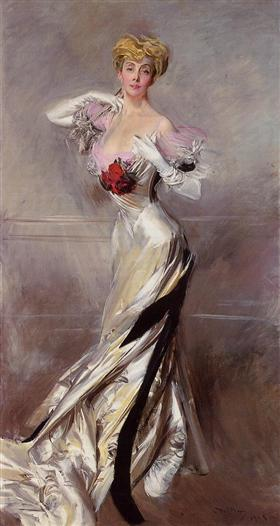
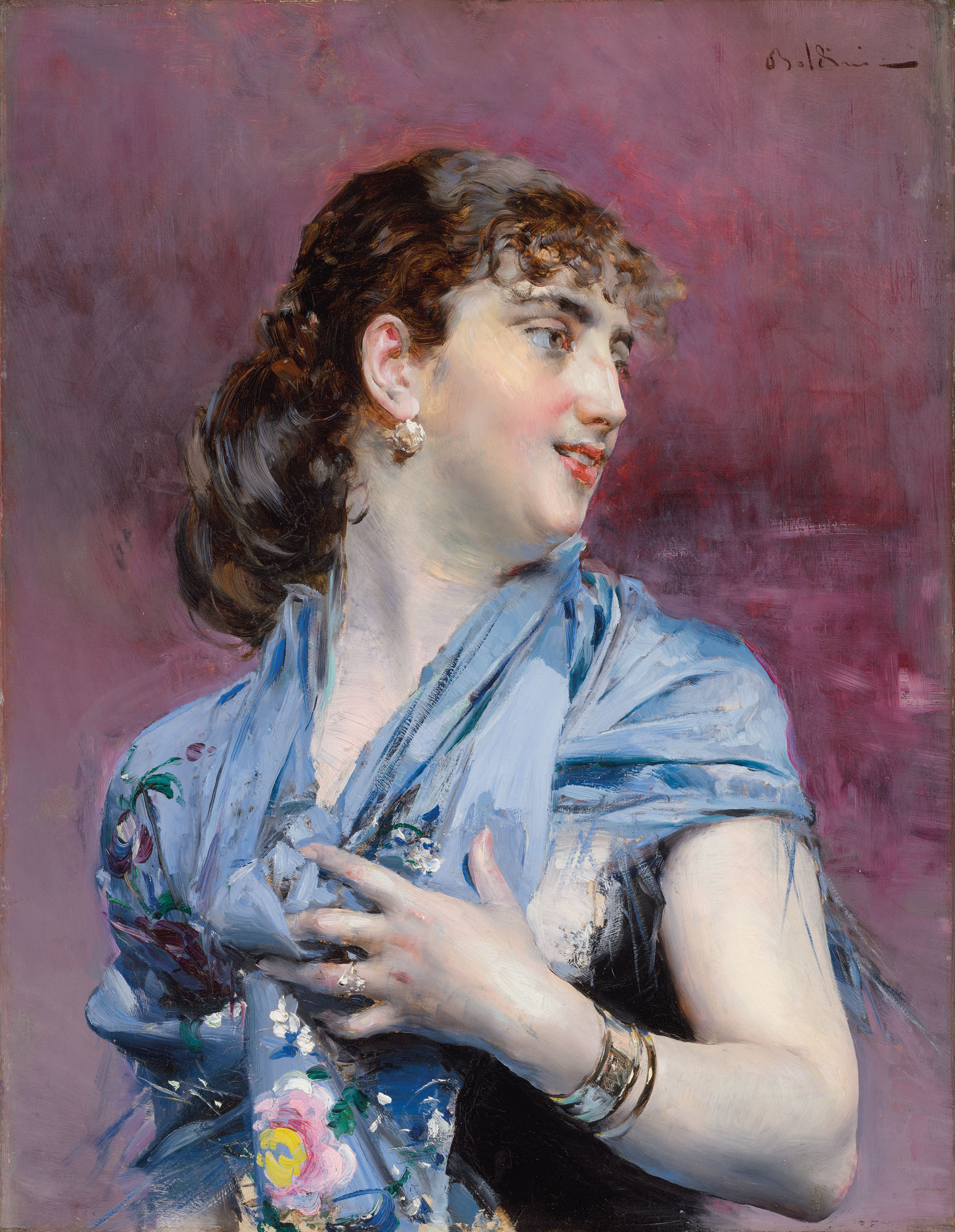
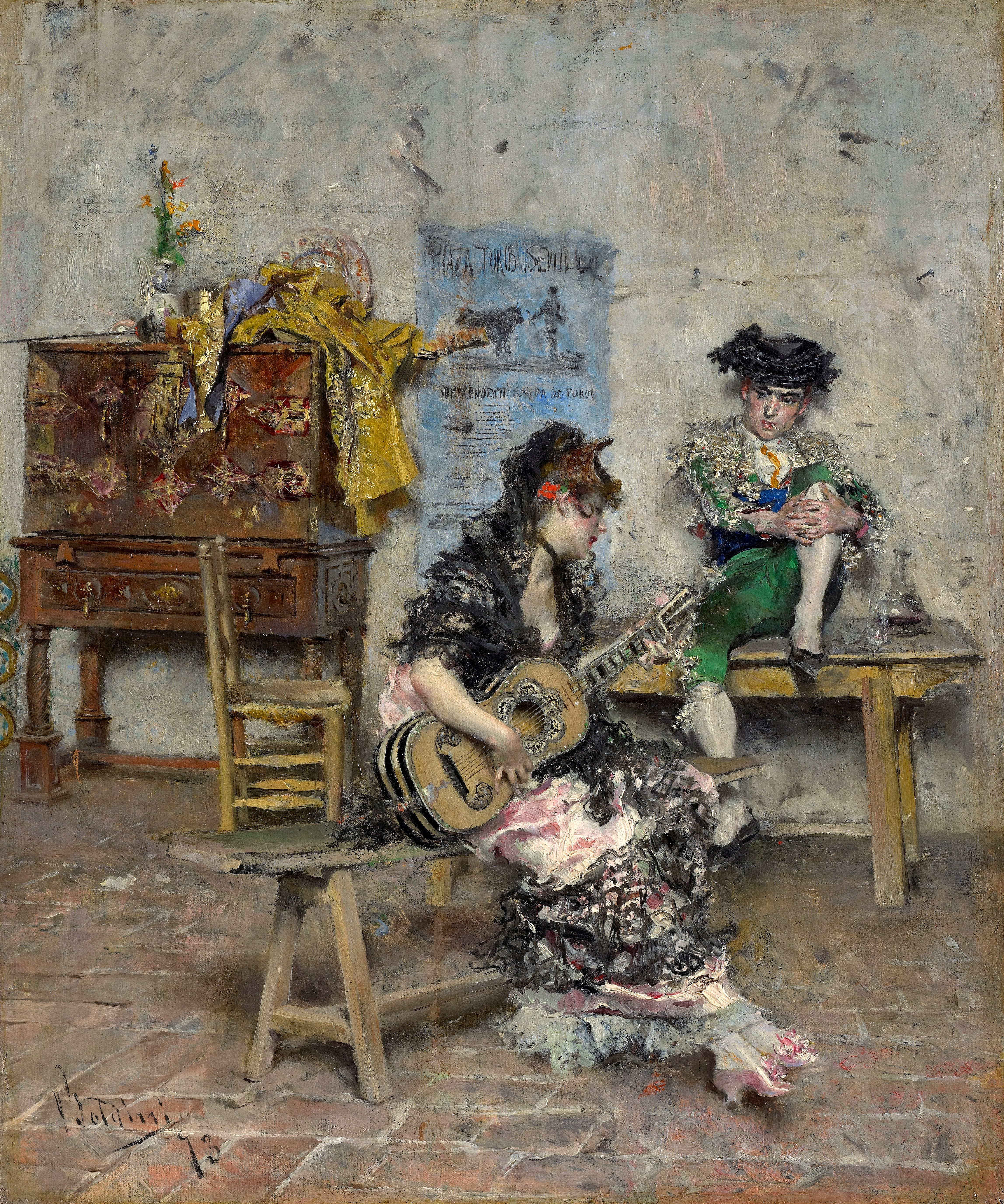
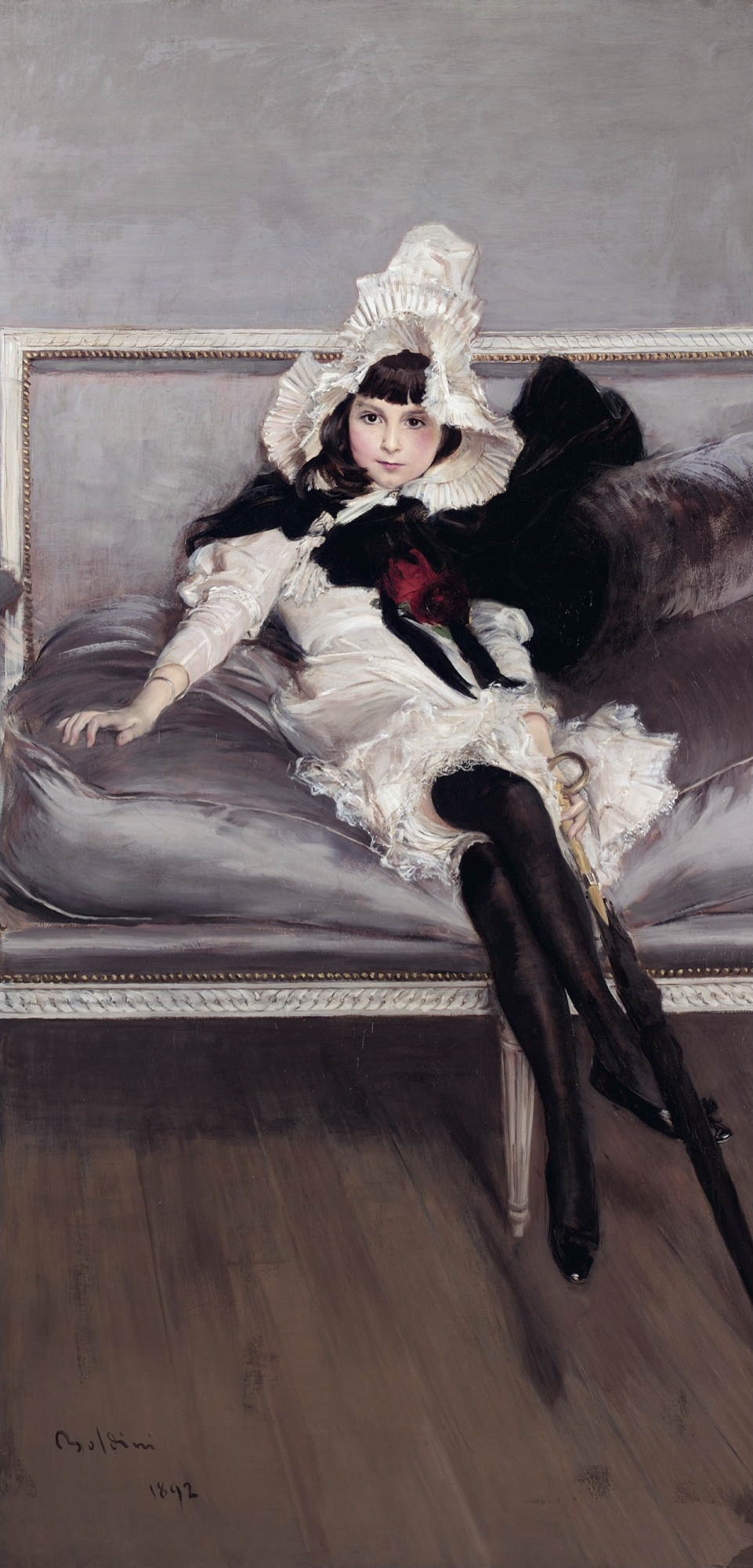
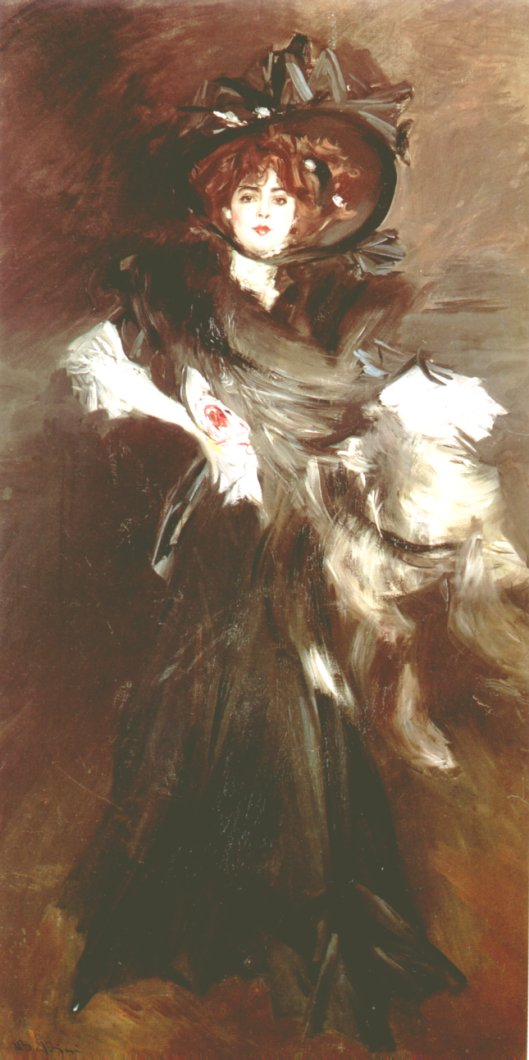
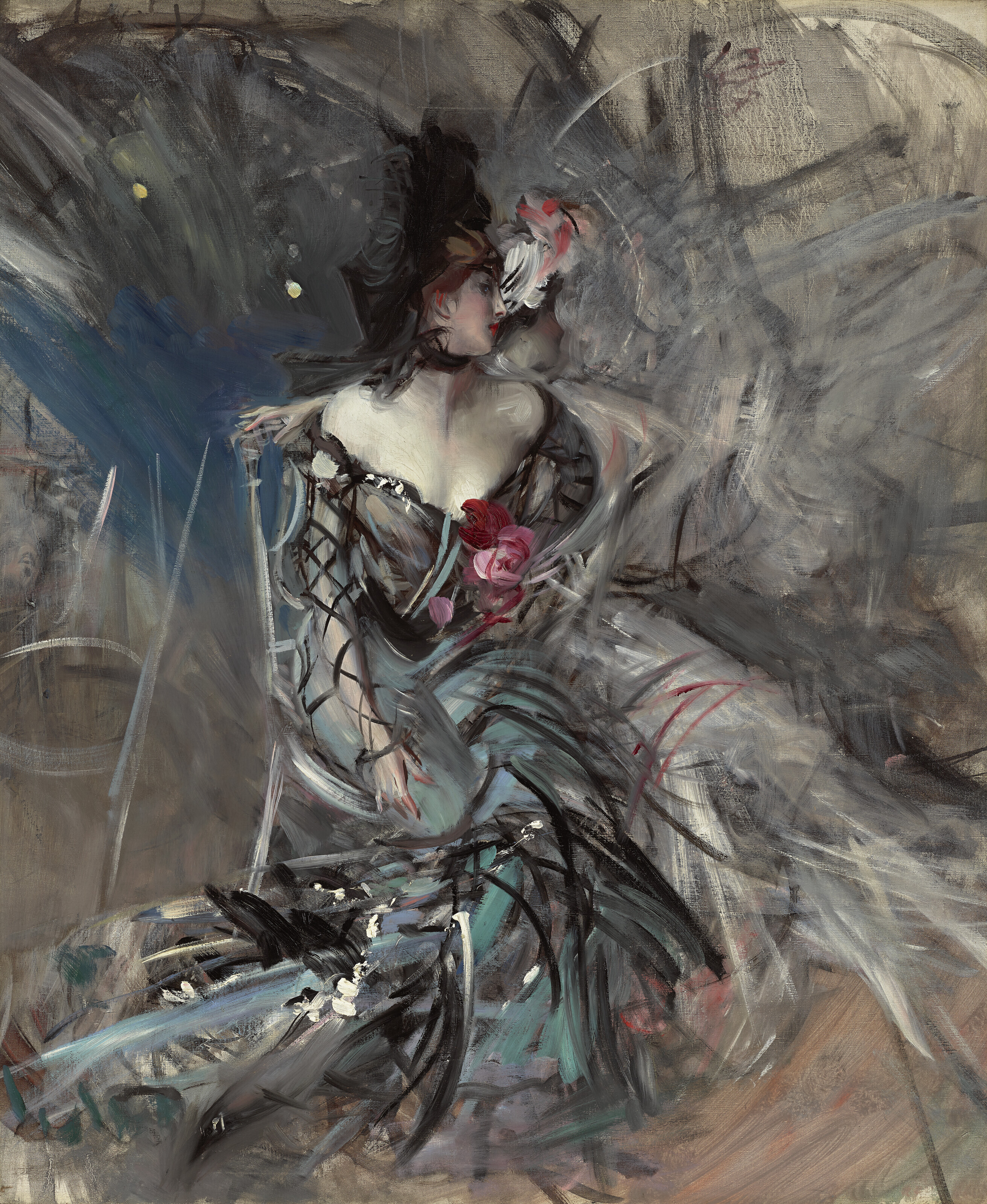
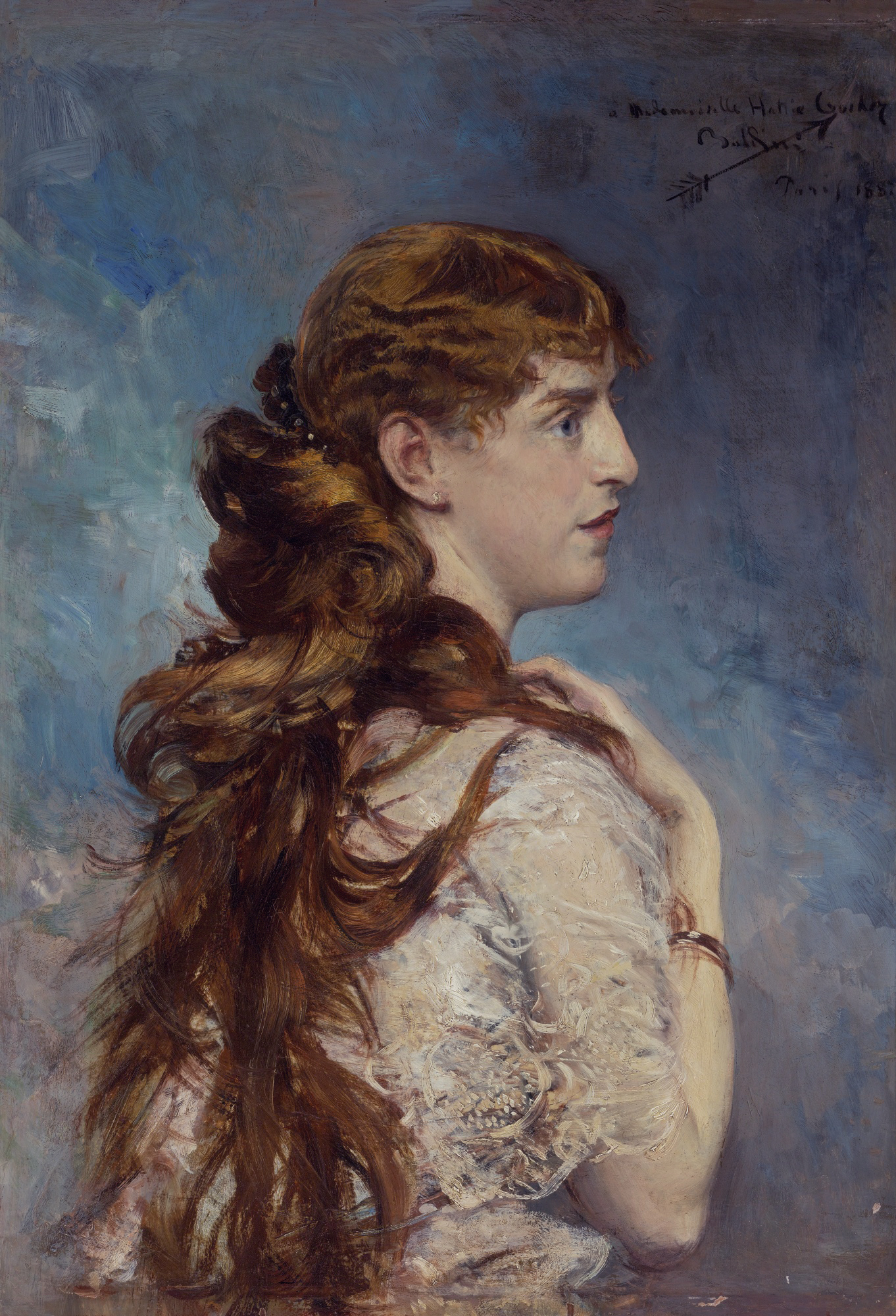
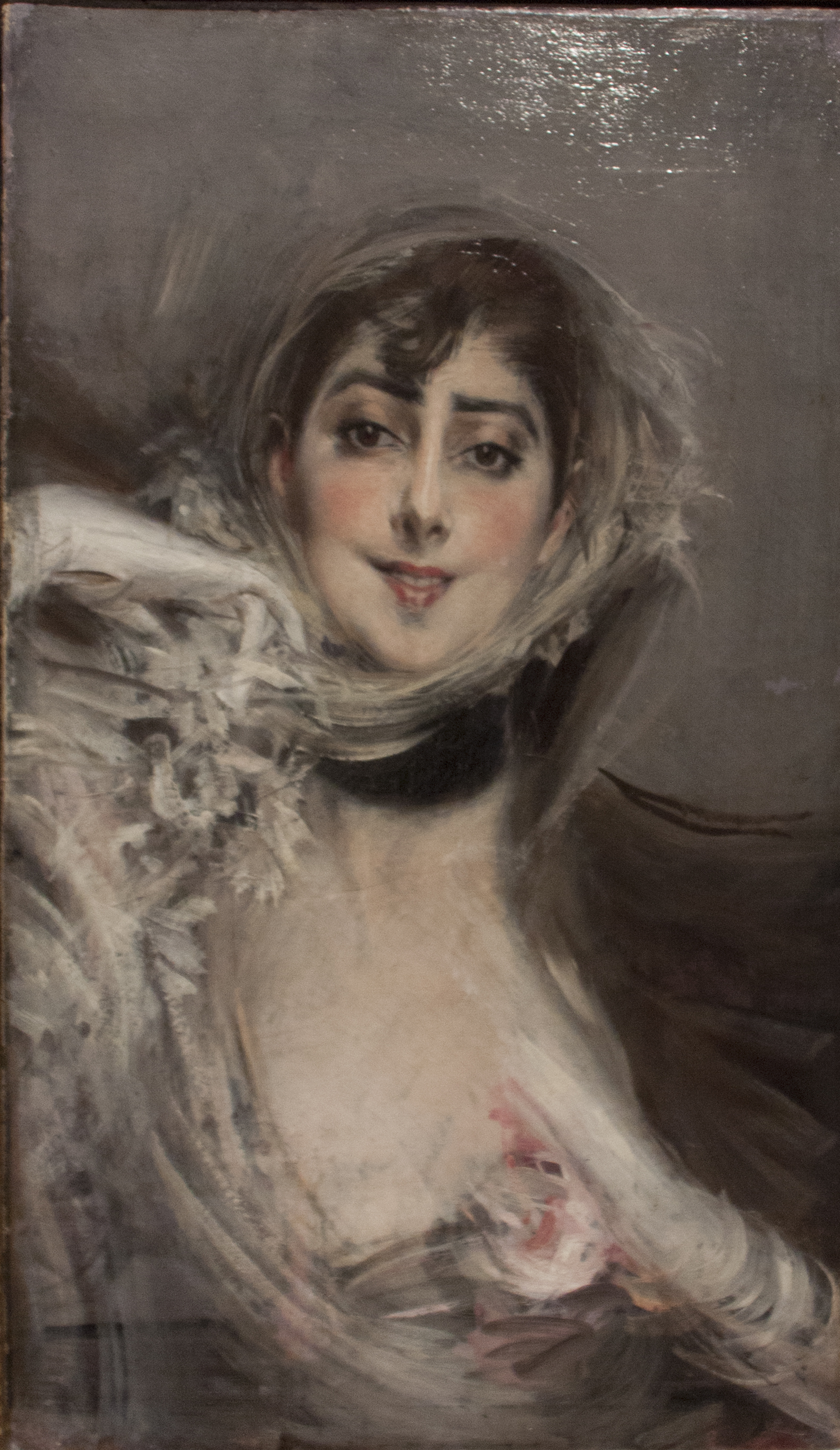
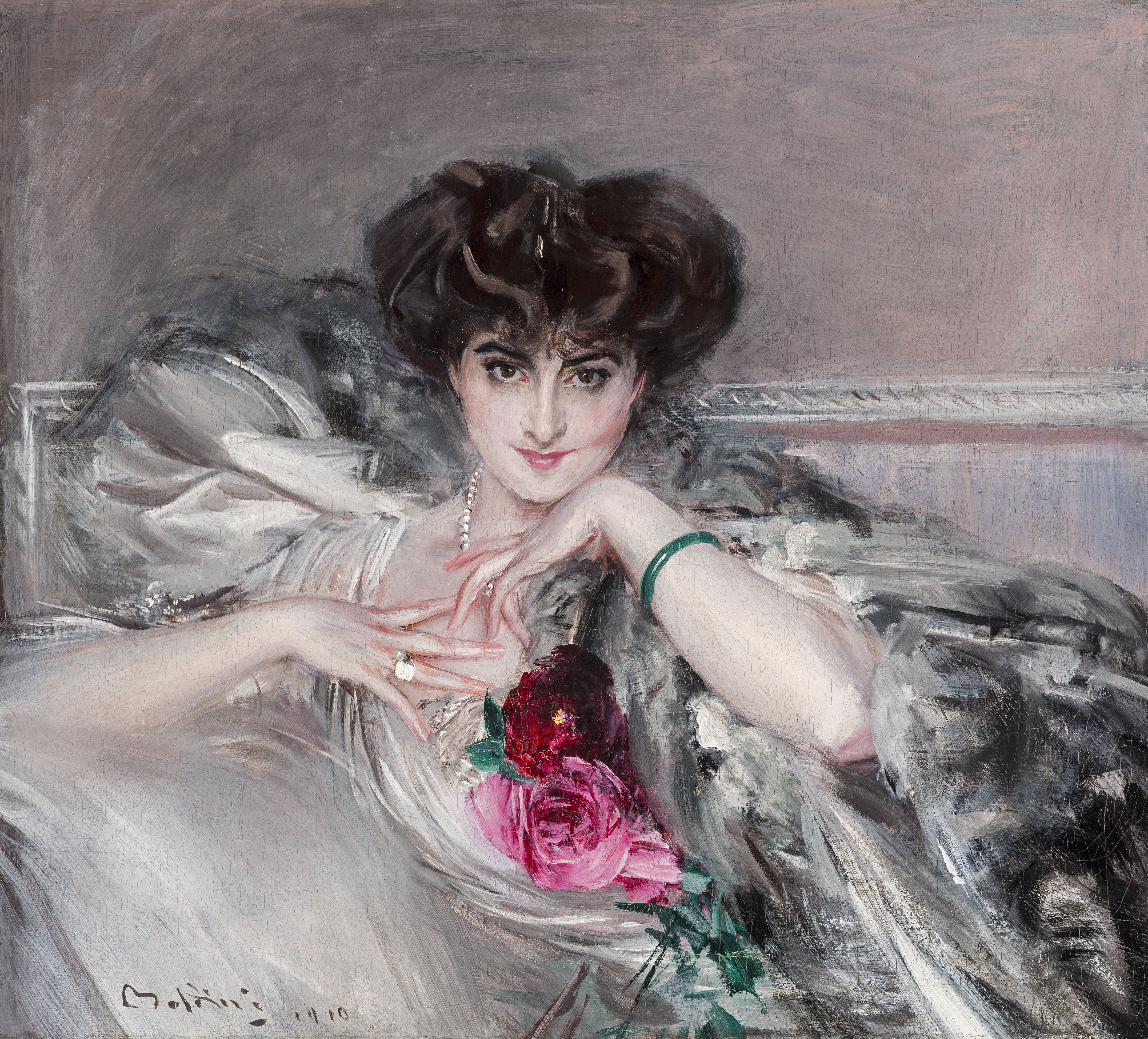
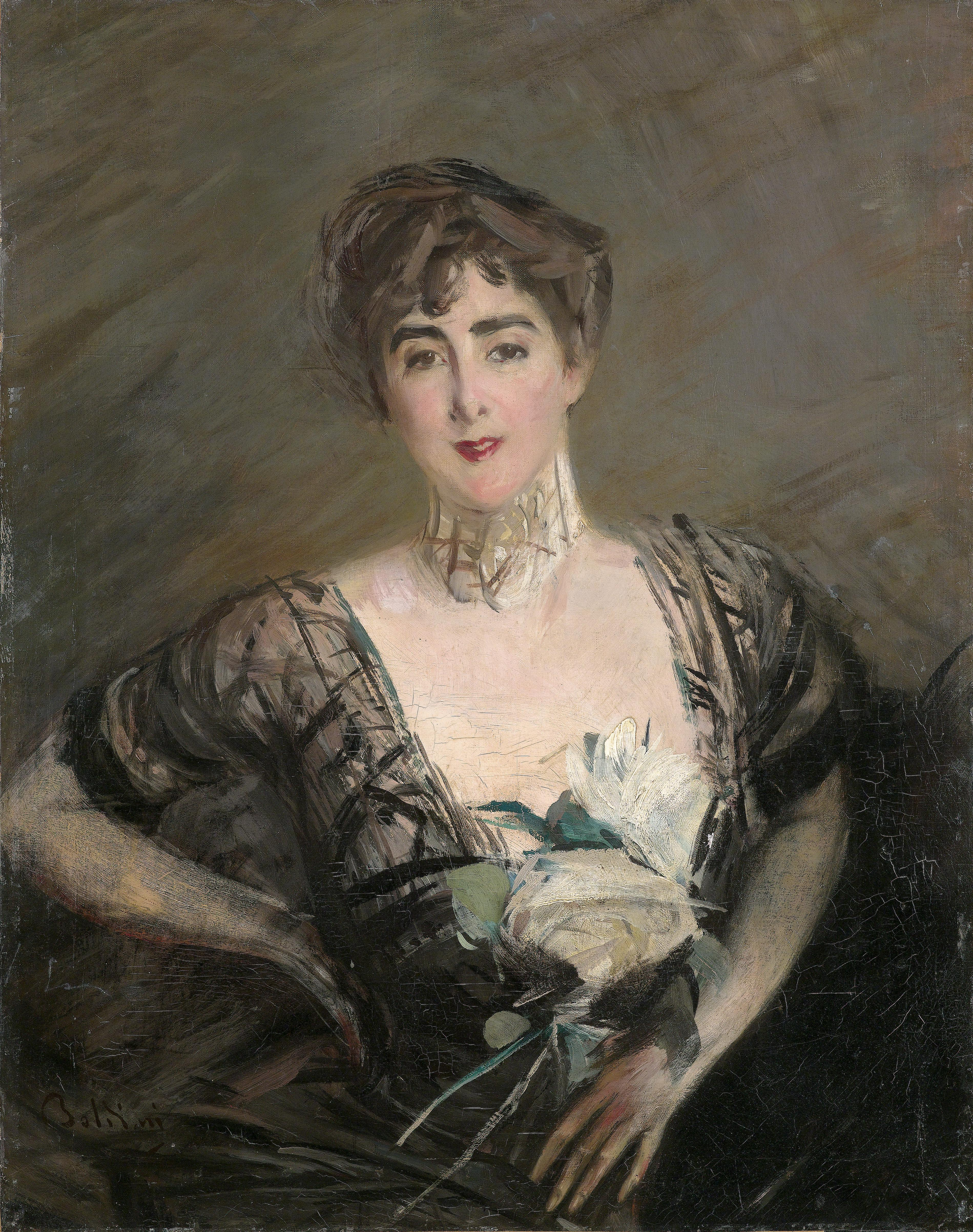
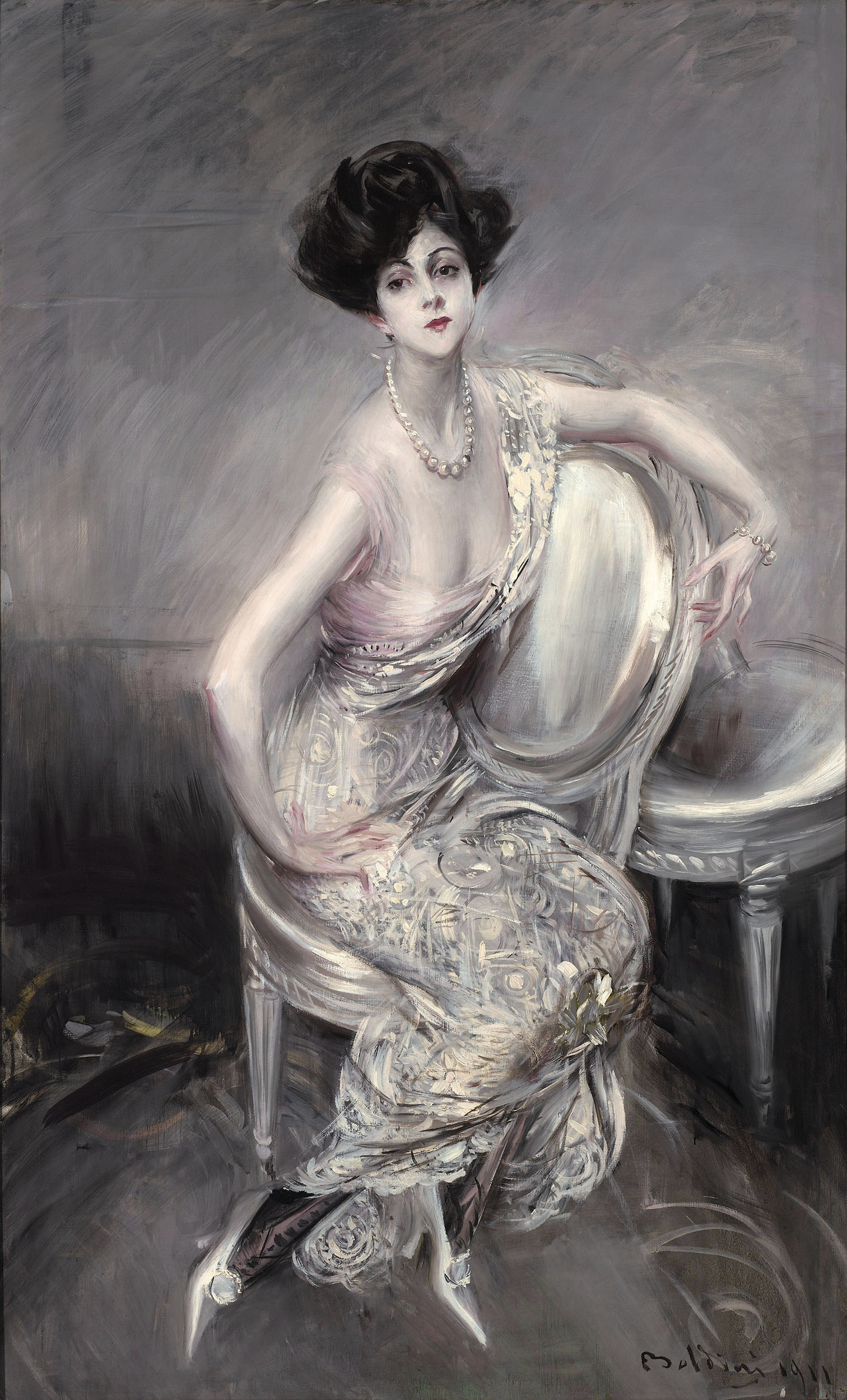
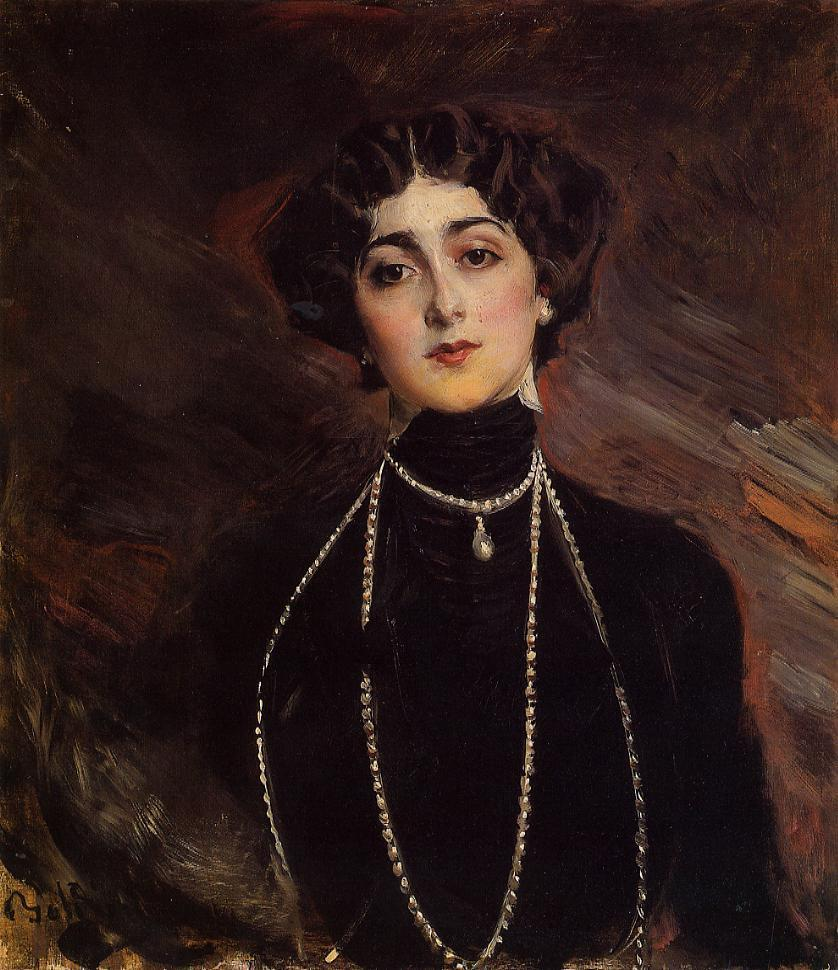
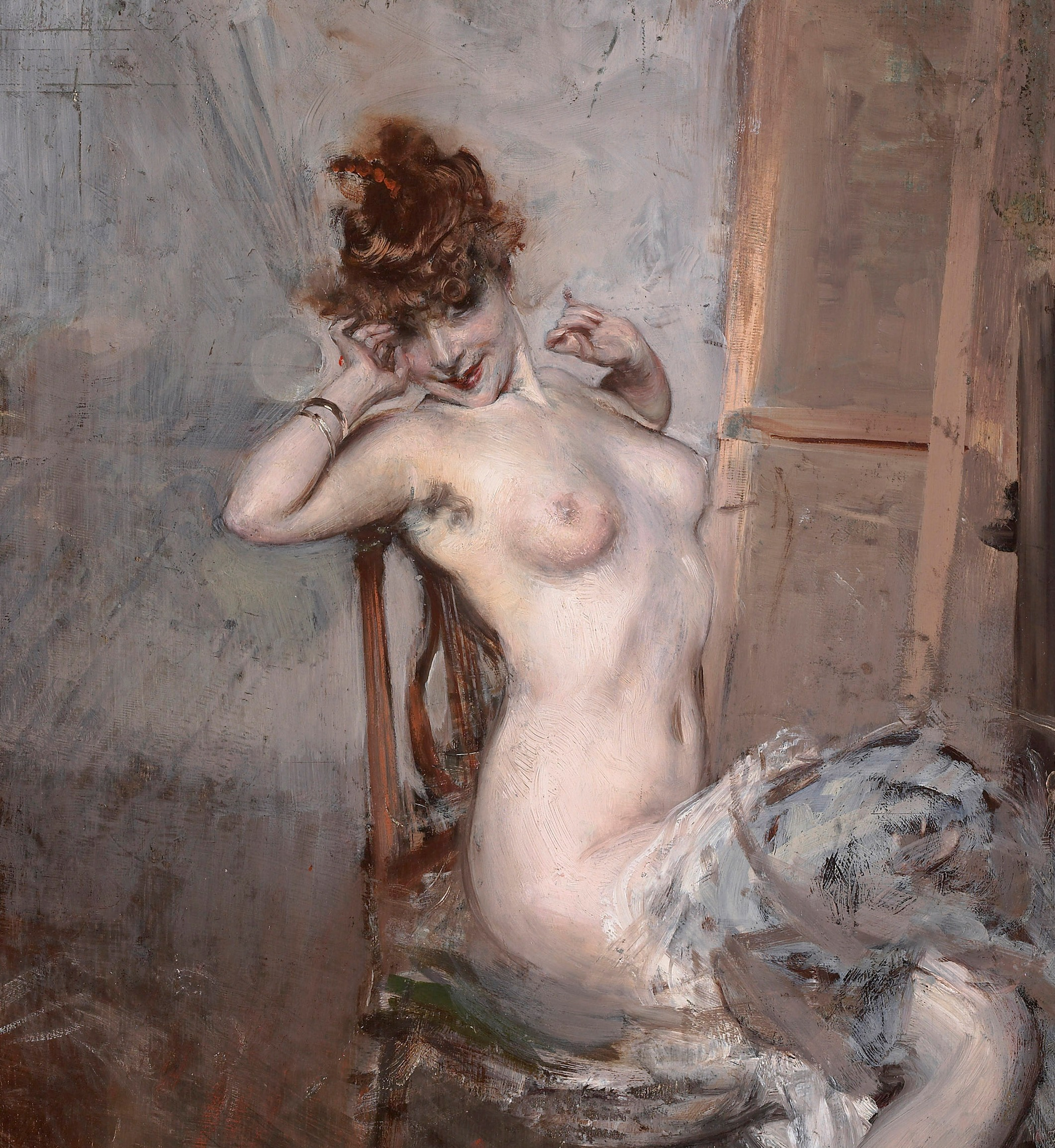